# Wkładka higieniczna

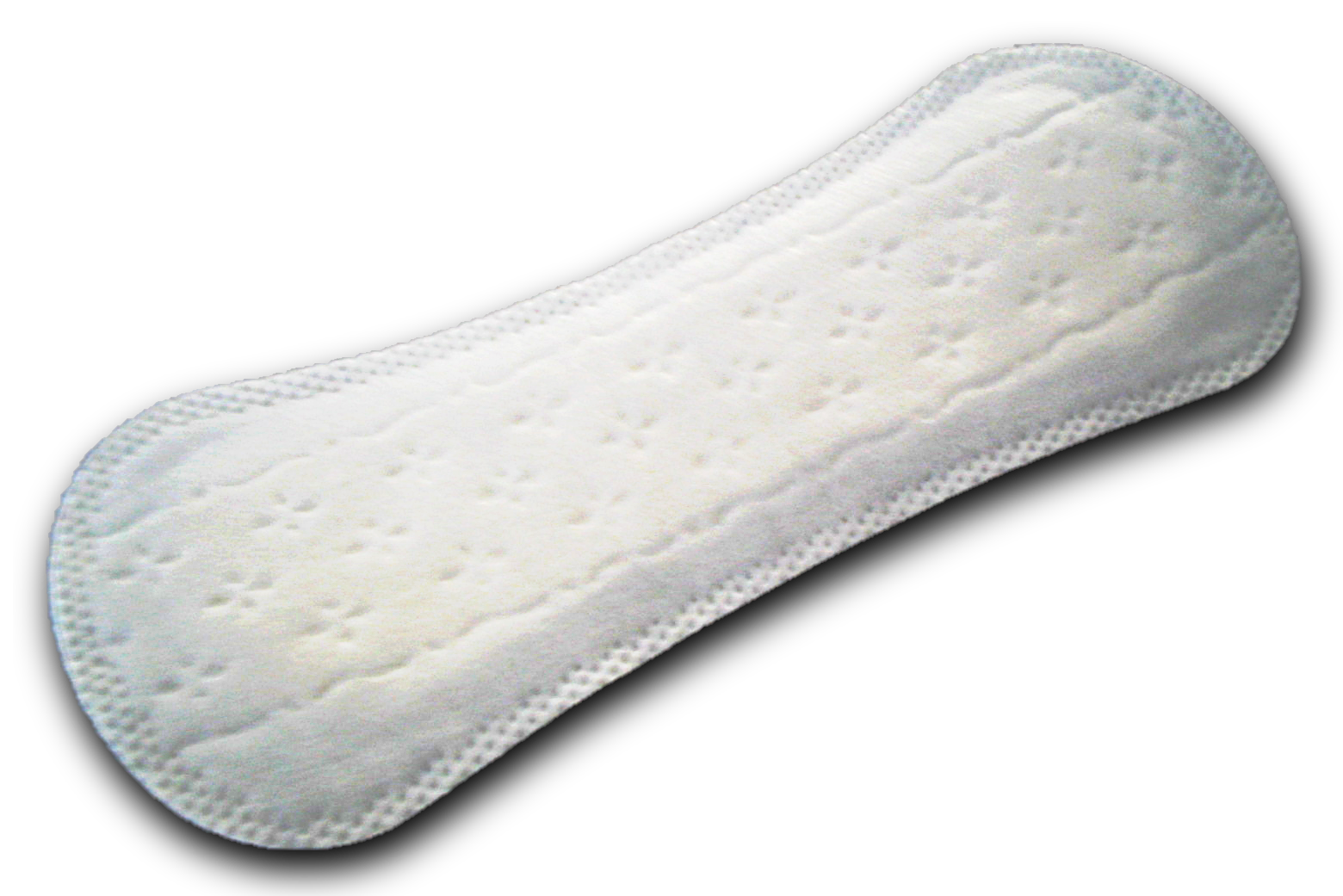
Wkładka higieniczna

Wkładka higieniczna – artykuł służący do utrzymywania kobiecej higieny intymnej, przypominający wyglądem podpaskę, ale od niej mniejszy, cieńszy i mniej chłonny.
Wkładek używa się najczęściej poza okresem menstruacji; pomagają one wówczas w ukrywaniu intymnego zapachu kobiety, a także w pochłanianiu wydzielin z kanału rodnego. Podczas menstruacji można używać wkładek jako dodatkowego zabezpieczenia bielizny przy korzystaniu z tamponów.
Wkładki są miękkie w dotyku. Produkuje się je z tworzyw niepowodujących uczuleń.